# Baiocchella
Baiocchella o baiocchetto era il diminutivo dispregiativo di baiocco. Era usato per indicare le piccole monete in biglione coniate in diverse zecche papali ed in particolare a Roma. 

## Caratteristiche
Inizialmente il baiocco era di argento con titolo alto, ma gradualmente persero talmente di peso che sotto Paolo IV arrivarono a pesare circa 0,25 grammi. Di conseguenza cominciarono ad essere coniati in biglione per avere una moneta che fosse più facilmente utilizzabile. Da qui il nome dispregiativo. 
Le prime emissioni di queste monete a basso titolo sono quelle di Paolo IV (1559 - 1565), anche se il termine di baiocchella non è documentato per queste emissioni. Le prime monete ad essere chiamate con questo nome sono quelle coniate da Paolo V che recavano il ritratto del pontefice e la legenda ALMA MATER. Altre baiocchelle furono quelle di Gregorio XIII e di Sisto V, che avevano solo il 19% di fino.
La baiocchella fu quindi bandita con decreto del 23 novembre 1592 e cambiate "per quattrini 3".
Queste monete erano state coniate alle zecche di Roma, Ancona, Fano, Montalto e Macerata.
Furono imitate da diversi signori nell'area dell'Italia centrale.
 I conti Ippoliti, nella zecca del loro feudo di Gazoldo, aperta nel 1590, coniarono monete false, soprattutto baiocchelle dello Stato Pontificio. Per questo motivo venne chiusa dopo alcuni anni dall'imperatore Rodolfo II d'Asburgo. Nel 1592 Rodolfo Gonzaga, marchese di Castiglione e Castel Goffredo, venne scomunicato da Clemente VIII per aver coniato nella propria zecca di Castiglione monete papali false.